# Topaz

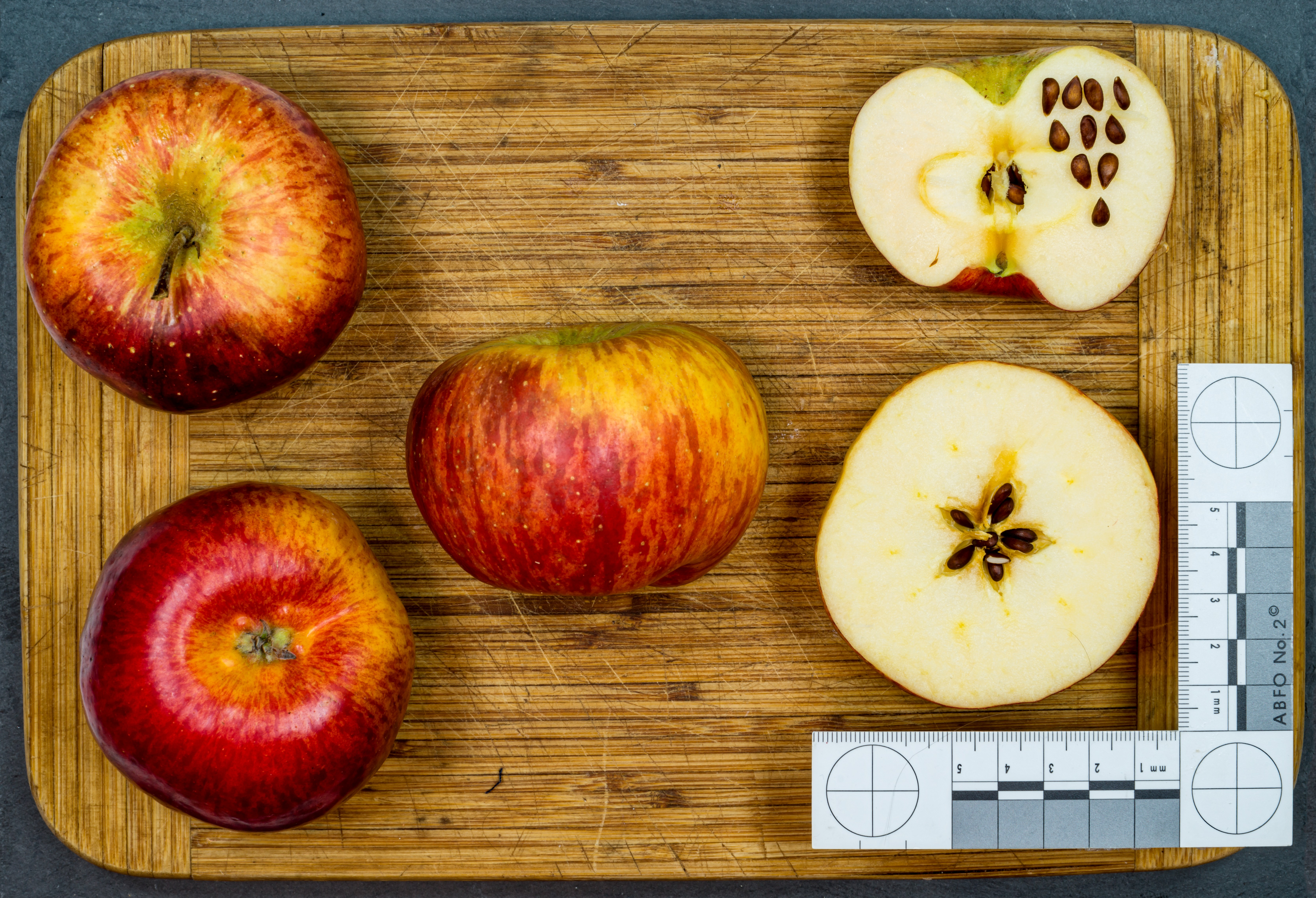
Ansicht der Frucht und Querschnitt

Topaz ist eine Apfelsorte, die 1984 in Tschechien gezüchtet wurde. Bedeutung hat der Winterapfel im Bio-Anbau oder bei Direktvermarktern, weil der Einsatz von Pflanzenschutzmitteln wegen der geringen Krankheitsanfälligkeit reduziert werden kann. Dabei ist insbesondere die Schorfresistenz von Bedeutung. Im Handel wird oftmals anstelle von Topaz auch die Schreibweise Topas verwendet.

## Beschreibung
Die Äpfel sind mittelgroß und meist gelb, weisen aber oft auch große rot gestreifte Farbanteile auf, saftig und aromatisch leicht süß-säuerlich, das Fruchtfleisch ist fest, feinzellig und knackig. Die Schale ist von Natur aus speckig, wachsig.
Der Baum wächst mittelstark bis stark und hat dabei aufrechte bis breitwüchsige Formen.

## Anbau
Topaz ist in Europa in sehr guten Lagen ab Ende September, normalerweise ab Mitte Oktober pflückreif und ab Anfang Dezember genussreif. Topaz beginnt früh im Leben Früchte zu tragen und hat einen vergleichsweise regelmäßigen, mittelhohen Ertrag. Im Kühllager hält sich Topaz bis in den März, im CA-Lager bis in den Mai.
Befruchtersorten sind Rosana, James Grieve, Retina, Rewena, ebenso wie schorfresistente Ziersorten.

### Anfälligkeiten und Resistenzen
Aufgrund der Anfälligkeit für Kragenfäule wird zuerst eine Zwischenveredelung durchgeführt. Dabei wird eine für Kragenfäule wenig anfällige Sorte auf die Unterlage gepfropft, und auf diese wird dann erst die Sorte Topaz veredelt.
Ebenfalls Schwierigkeiten bei dieser Sorte macht die mehlige Apfelblattlaus (Dysaphis plantaginea), die sehr gerne diese Sorte befällt. Bei längerer Lagerung kann es zu größeren Verlusten durch Gloeosporium-Fäule kommen. Ein weiteres Problem ist die Anfälligkeit für Feuerbrand, was insbesondere durch die Neigung dieser Sorte zur Nachblüte zu einer Infektion führen kann.

## Mutanten
Auch verbreitet ist Red Topaz. Die Mutante hat eine flächigere Rotfärbung als die Grundform, dadurch aber auch weniger Wiedererkennungswert.

## Züchtung
Die Züchtungsinitiative Niederelbe kreuzte Topaz mit Dalinbel, woraus die Clubsorte Deichperle entstand.

## Bilder

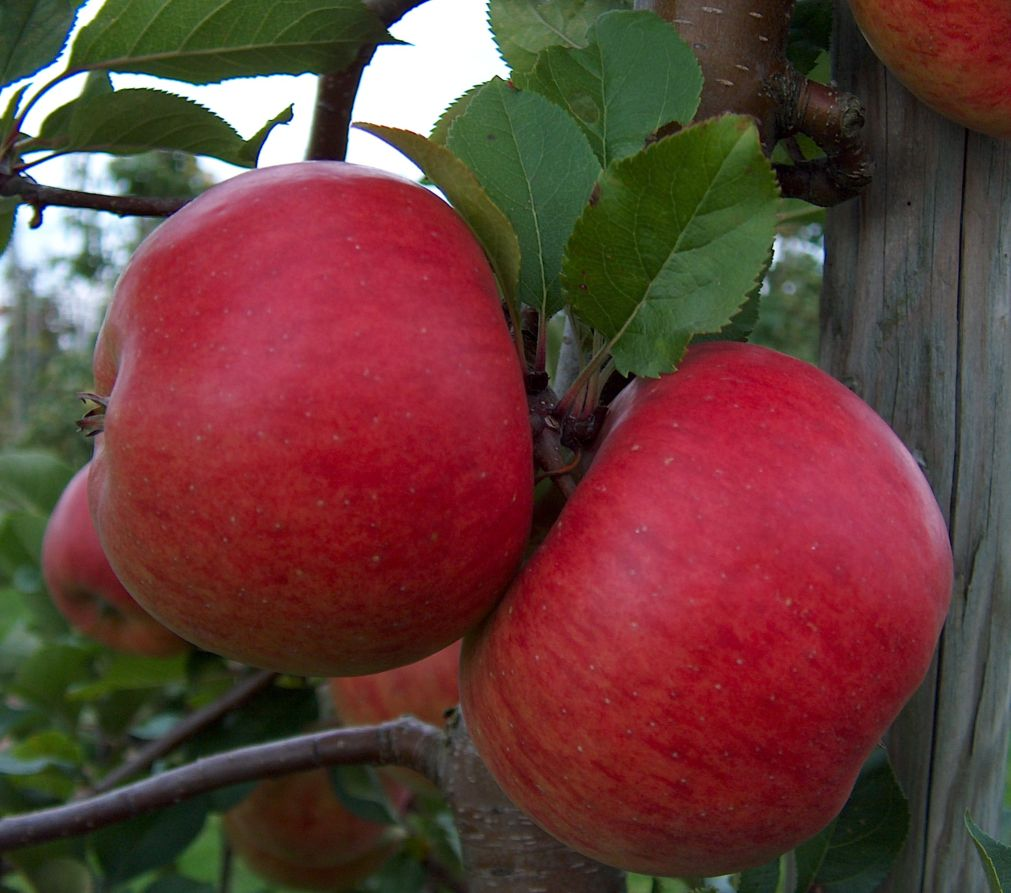
Topaz am Baum
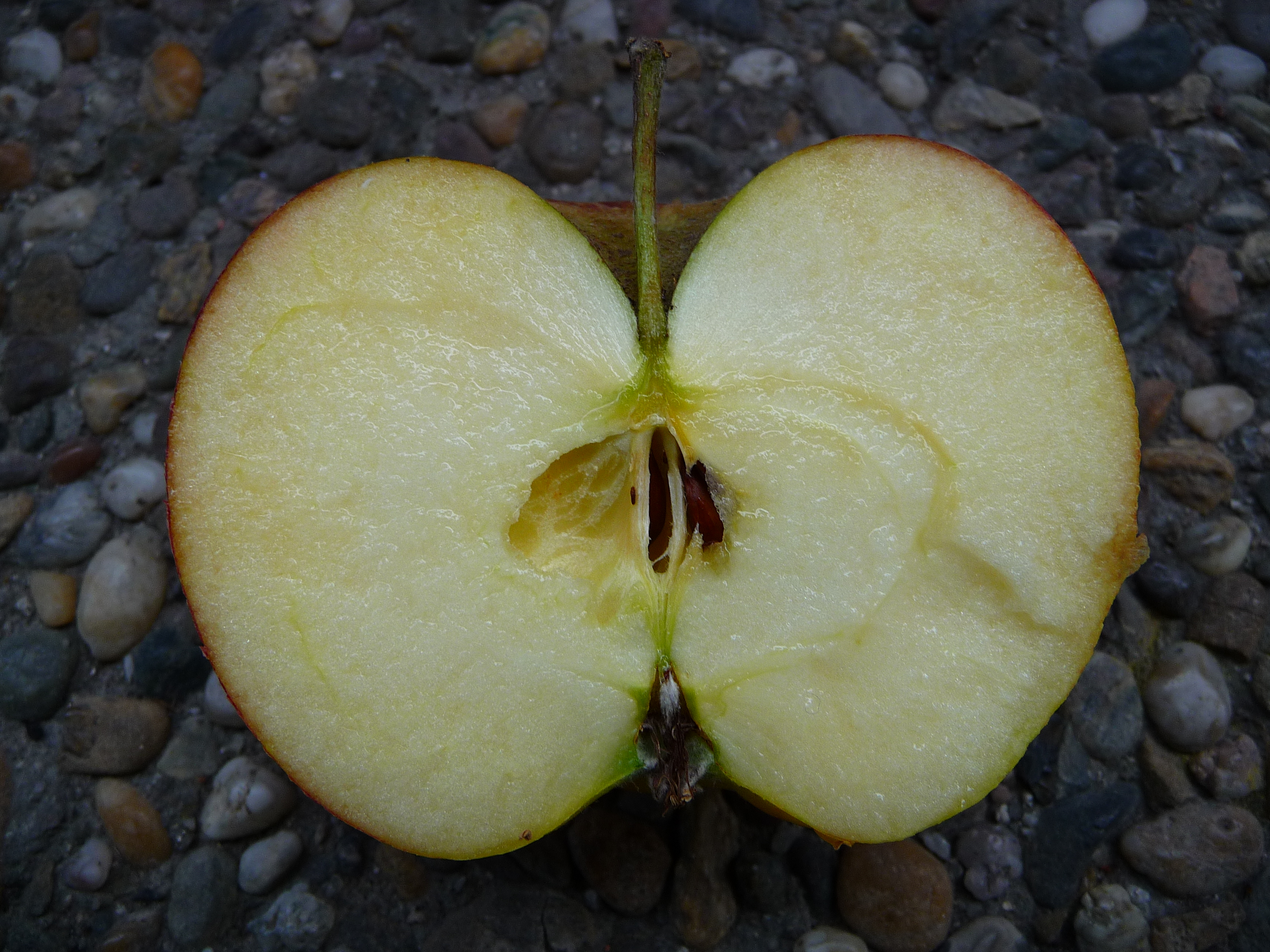
Halbierter Topaz
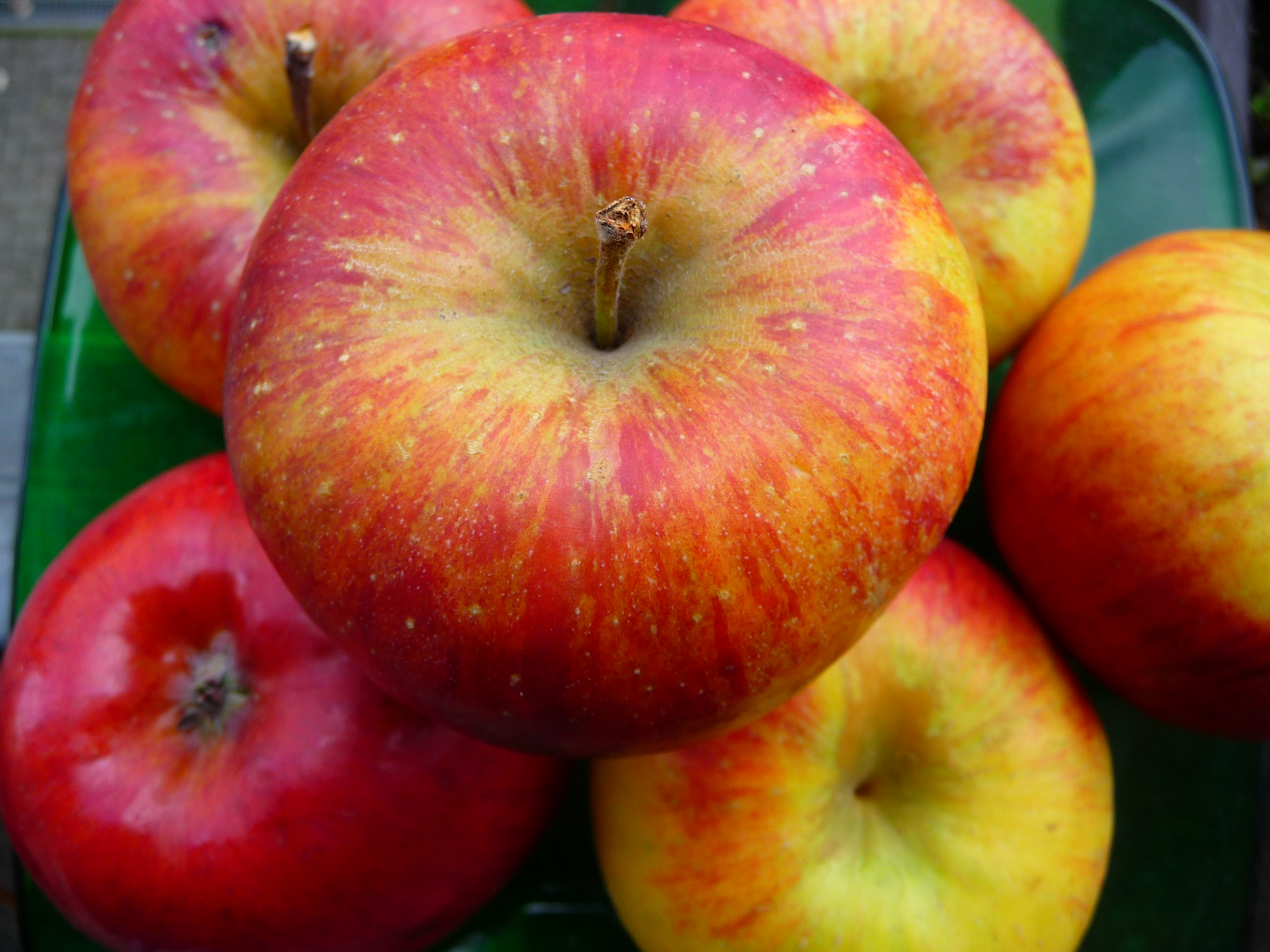
Topaz in den typischen Farbschlägen
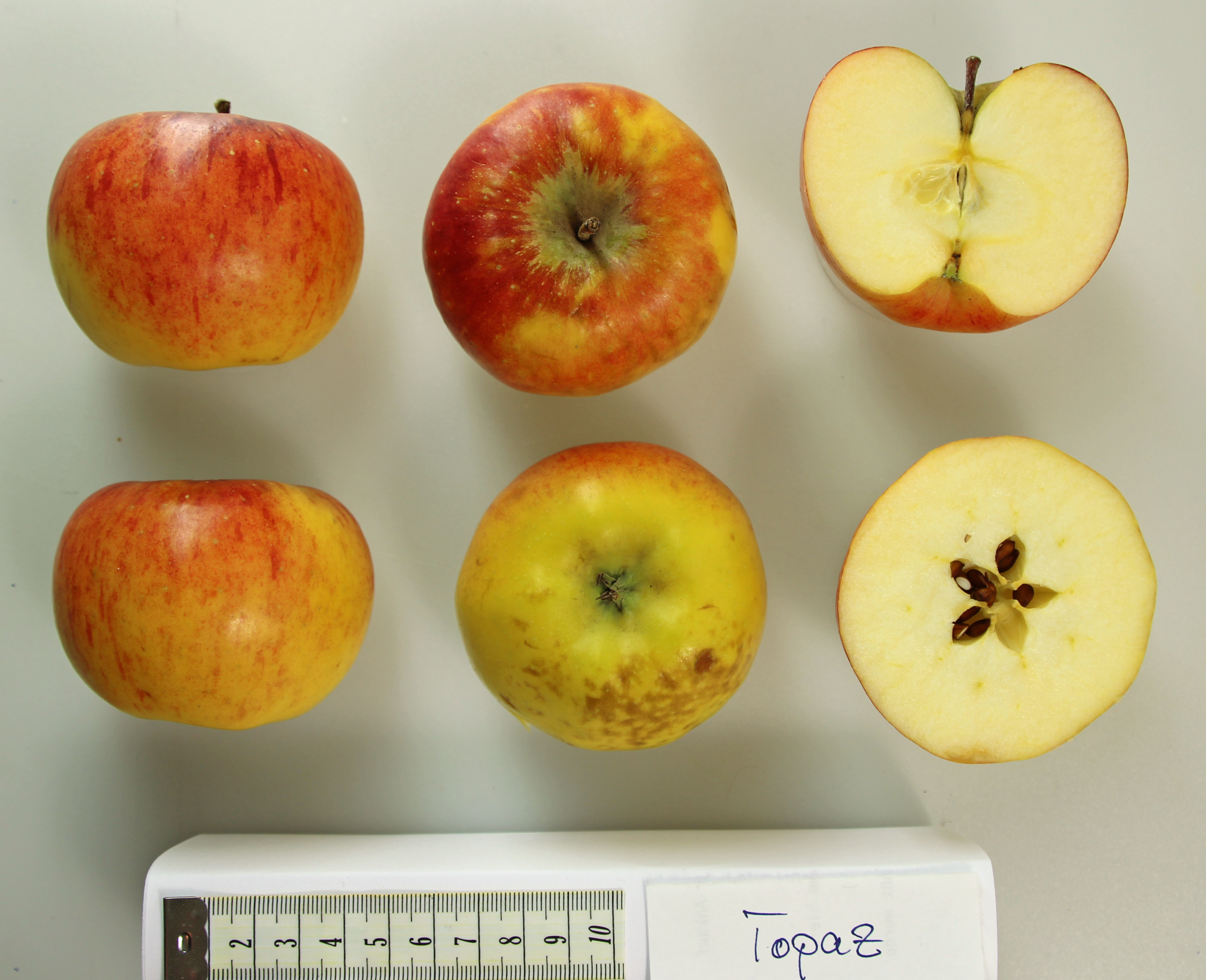
Apfelsorte Topaz